# Hrastovsko
Hrastovsko falu Horvátországban, Varasd megyében. Közigazgatásilag Ludbreghez tartozik.

## Fekvése
Ludbregtől 3 km-re délnyugatra a Drávamenti-síkság szélén fekszik.

## Története
1464-ben még "Hrasti" néven szerepel a ludbregi uradalom falvai között. 1468-ban az uradalommal együtt a Thuróczy család birtoka lett, majd 1695-től a Batthyányaké, akik egészen a 20. századig voltak a földesurai. 
1857-ben 476, 1910-ben 760 lakosa volt. 1920-ig Varasd vármegye Ludbregi járásához tartozott. 2001-ben 225 háza és 812 lakosa volt.

## Nevezetességei
- Krisztus Király tiszteletére szentelt kápolnája 20. századi.
- A Szent Flórián-oszlop a 18. században készült.
- A Vučje Grlo nevű várhely a falutól mintegy 1 km-re délre, a Bednja hídjától pedig mintegy 500 m-re található. A helyszín kettős dombnak tűnik, relatív magassága kb. 12–15 m, hossza pedig kb. 300 m. A domb északi oldalának lábánál egy téglalap alakú téglaégető kemencét és középkori kerámia töredékeket találtak. Nagyobb mennyiségű ókori tégla és egy téglaégető kemence található a helyszínen. A régészeti lelőhely védelem alatt áll. Örökségvédelmi jegyzékszáma: Z-1947.[2][3]